# 러브콜
"러브콜"은 2012년에 개봉한 대한민국의 영화이다.

## 캐스팅
- 차수연 : 한나 역
- 양진우 : 민우 역
- 양수아 : 나라 역
- 전소민 : 수아 역
- 김재화 : 지원 역
- 최유화 : 소영 역
- 우하늘 : 지인 역
- 조희은 : 자뻑녀 역
- 박상민 : 도시락남 역
- 강문경 : 한나아빠 역
- 박영 : 교감선생 역
- 손종학 : 학생주임 역
- 오창경 : 체육선생 역
- 이혜연 : 음악선생 역
- 이유수 : 수학선생 역
- 이승태 : 윤리선생 역
- 안민영 : 소영엄마 역
- 최영인 : 원장선생 역
- 김봉수 : 민우아빠 역
- 서보익 : 자살남 역
- 최묘견 : 차인녀 역
- 김호연 : 바람의심녀 역
- 권혁주 : 핸드폰 속 군인 역
- 김선용 : 핸드폰 속 고등학생 역